# Rafail Bieliankoŭ
Rafail L'vovič Beljankoŭ, o Belenkov (in bielorusso Рафаіл Львовіч Белянкоў?, in russo Рафаил Львович Беленков?; 31 dicembre 1945), è un sollevatore sovietico di origine bielorussa, campione europeo nel 1972, che gareggiò nella categoria dei pesi gallo.

## Carriera
Vinse la medaglia d'oro ai campionati europei di Costanza nel 1972, oltre alla distensione lenta e nello strappo e l'argento nello slancio; agli europei del 1970 di Szombathely vinse l'argento nella distensione lenta.
Fu per due volte campione sovietico nel 1970 e nel 1973, salì sul podio in sei campionati sovietici (nel 1969, 1971, 1972, 1974, 1975 e 1976), conquistò due ori nelle Spartachiadi estive nel 1971 e nel 1975 e altri due ori alla Coppa del Baltico di sollevamento pesi nel 1971 e nel 1973. Fu inoltre detentore di due record mondiali nella distensione lenta, che non potranno essere superati essendo il movimento abolito nel 1973.
Dopo il ritiro dall'attività agonistica fu allenatore.

## Cronologia record

### Distensione lenta
- 127,5 kg - Erevan, 1971
- 128,0 kg - Tallinn, 1972, record non più superabile